# Liaobatrachus
Liaobatrachus (лат.) — род вымерших бесхвостых земноводных. Обнаружены впервые в 1998 году, возраст окаменелостей оценивается в 124—112 млн лет, длина тела взрослых особей достигала 94 мм. Относится к семейству чесночниц (Pelobatidae), хотя до сих пор ведутся споры о систематике этого таксона: некоторые учёные относят вид к семейству круглоязычных или лопатоногов.

## Обнаружение
Первый ископаемый образец был обнаружен в формации Исянь провинции Ляонин, Китай примерно в 1999—2000 годах. Это было первое бесхвостое земноводное мезозойской эпохи, найденное в Китае. Виды Callobatrachus sanyanensis, Mesophryne beipiaoensis и Yizhoubatrachus macilentus были классифицированы как виды Liaobatrachus в одном исследовании, но это было отвергнуто другими авторами. Некоторые авторы считают этот род nomen dubium из-за плохой сохранности голотипа. Окаменелости были обнаружены в местонахождении Сихэтунь в западной части провинции Ляонин, в нижней части формации Исянь, и датируются примерно 124,6 млн лет назад. Другой экземпляр был собран недалеко от Хейтицигоу, в 25 км к югу от Бэйпяо. Образец имеет длину 69 миллиметров. Liaobatrachus считается самым базальным представителем лопатоногов (иногда относят и к семейству круглоязычных бесхвостых амфибий) на основании филогенетического анализа.
Поскольку бесхвостые амфибии довольно редко встречаются в виде полных скелетов в летописи окаменелостей, открытие этого нового таксона дало важное представление об их эволюции.

## Описание и биология
Голотип, IVPP V11525, известен по почти полному скелету. Общая длина его тела оценивается примерно в 94 мм. Он морфологически отличается от всех других представителей семейства, в том числе по количеству предкрестцовых позвонков (9 вместо обычных 8) и другим примитивным признакам. До сих пор непонятно, относился ли он к круглоязычным или лопатоногам. Морфологически его можно отнести к наиболее примитивным представителям обоих семейств и вообще всех бесхвостых земноводных. Это показывает, что таксон рано отделился от основного и развился отдельно как особый род в начале мелового периода в Восточной Азии.
Череп короткий и широкий, а также он довольно хорошо сохранился. Верхнечелюстная область менее хорошо сохранилась, но можно определить, что каждая предчелюстная кость несет 18—20 тонких и конических зубов, а на верхней челюсти примерно 40—50 мелких зубов. Позвоночник состоит из девяти предкрестцовых позвонков, одного крестцового позвонка и свободного уростиля. Обнаружено было также и три пары рёбер, связанных с предкрестцовыми костями II—IV. Задние конечности удивительно хорошо сохранились и, по-видимому, были довольно тонки; их общая длина составляет примерно 116 мм. Задние лапы имеют формулу фаланг 2-2-3-4-3, причем четвёртый палец является самым длинным — 27 мм.

## Виды
По состоянию на 2001 год ведутся споры о положении таких видов, как Liaobatrachus zhaoi и Liaobatrachus beipiaoensis; учёные относят их или в другие роды, или даже в другие семейства (лопатоногов и круглоязычных).
- Liaobatrachus grabaui
- Liaobatrachus zhaoi
- Liaobatrachus beipiaoensis